# Greta Lens
Greta Lens (Antwerpen, 3 oktober 1907 - Jette, 11 januari 1997) was een Belgische actrice.
Zij was als actrice verbonden aan het gezelschap van de K.N.S. in Antwerpen. Zij was er zo collega van onder meer Frank Aendenboom, Gella Allaert, Remy Angenot, Hector Camerlynck, Jan Cammans, Charles Cornette, Hubert Damen, Jan Decleir, Martha Dewachter, Leo Madder, Robert Marcel, Luc Philips, Jet Naessens, Jenny Van Santvoort, Ray Verhaeghe, Bernard Verheyden, Gaston Vandermeulen, Lode Verstraete, Denise Zimmerman.
Haar hoofdactiviteit lag in het toneel maar Greta Lens  was ook te zien in vele televisiefilms en in enkele televisiefeuilletons. Ze acteerde als Ida Talboom in de jeugdreeks "Axel Nort" (1966), als Madame Hollebeck in "Jeroom en Benzamien" (1966) en als Madame Schreurs in "Wij, Heren van Zichem".
Ze was te zien in de films "Een engel van een man" van Jan Vanderheyden (1939) en "Springen" van Jean-Pierre De Decker (1985).